# Fordson Thames ET
Fordson Thames ET6/ET7 — серия среднетоннажных грузовых автомобилей, выпускавшихся компанией Ford с 1949 по 1957 год.

## История
Впервые автомобили Fordson Thames ET были представлены в 1949 году. Помимо Содружества наций, автомобили также продавались в Континентальной Европе.
Автомобили выпускались под индексами ET6 с 3,6-литровым двигателем Ford Flathead V8 мощностью 62 кВт (85 л. с.) и ET7 с 4,7-литровым шестицилиндровым двигателем Perkins Engines мощностью 37 кВт (50 л. с.). Ходовая часть состояла из подвески с полуэллиптическими рессорами, тормозами с гидравлическим приводом и усилителем вакуумного торможения. Опционально  предлагались грузоподъёмность до 8 тонн и полный привод.
Также выпускался полноприводный 3-тонный автомобиль ETF6 с восьмицилиндровым двигателем и кабиной производства British Light Steel Pressings. Из-за высокого расхода топлива в 1953 году восьмицилиндровый двигатель был заменён четырёхцилиндровым. В 1957 году производство автомобиля было завершено. Преемником стал Thames Trader FC Mk1.

## Галерея

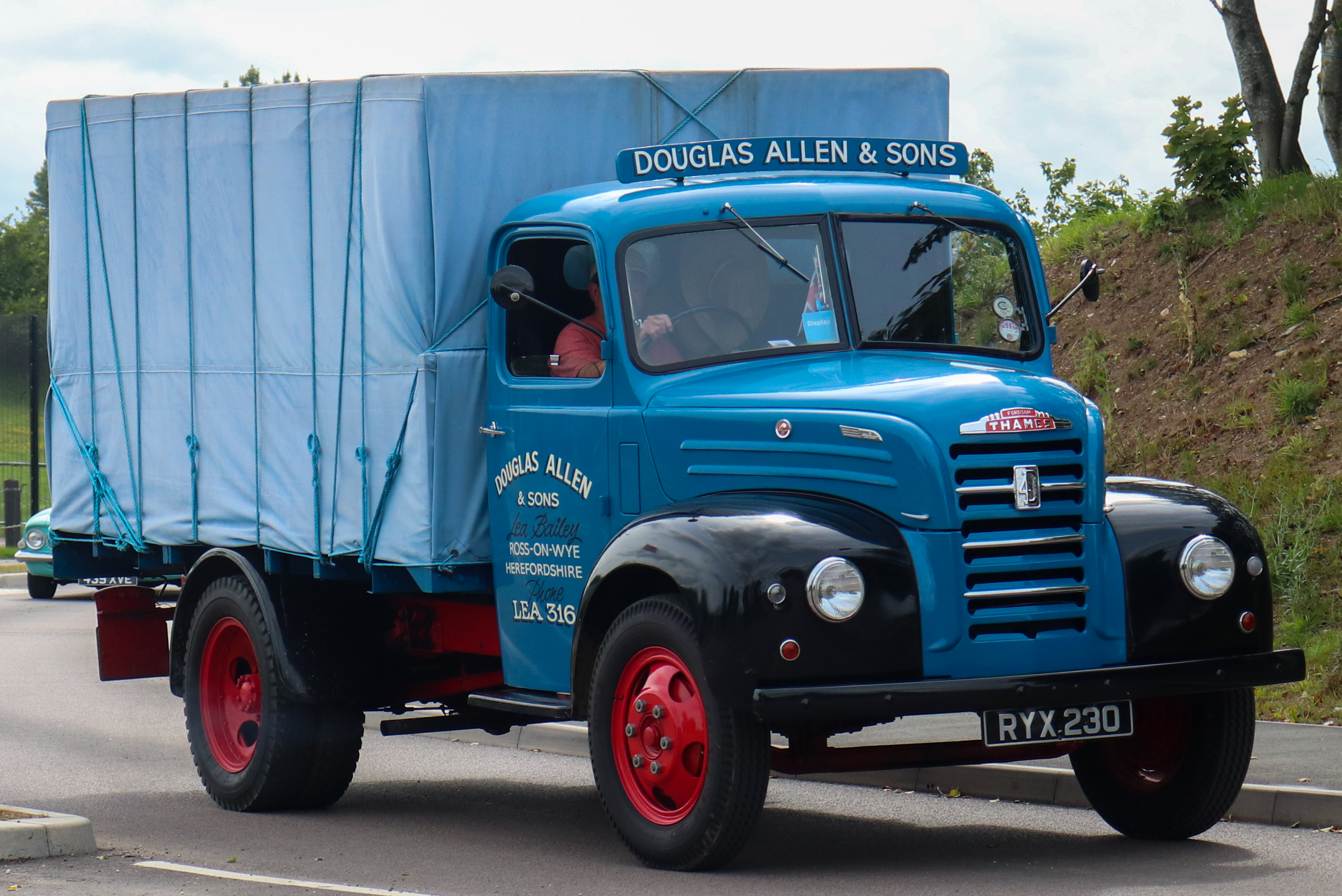
1956 Ford Thames 4D 504E
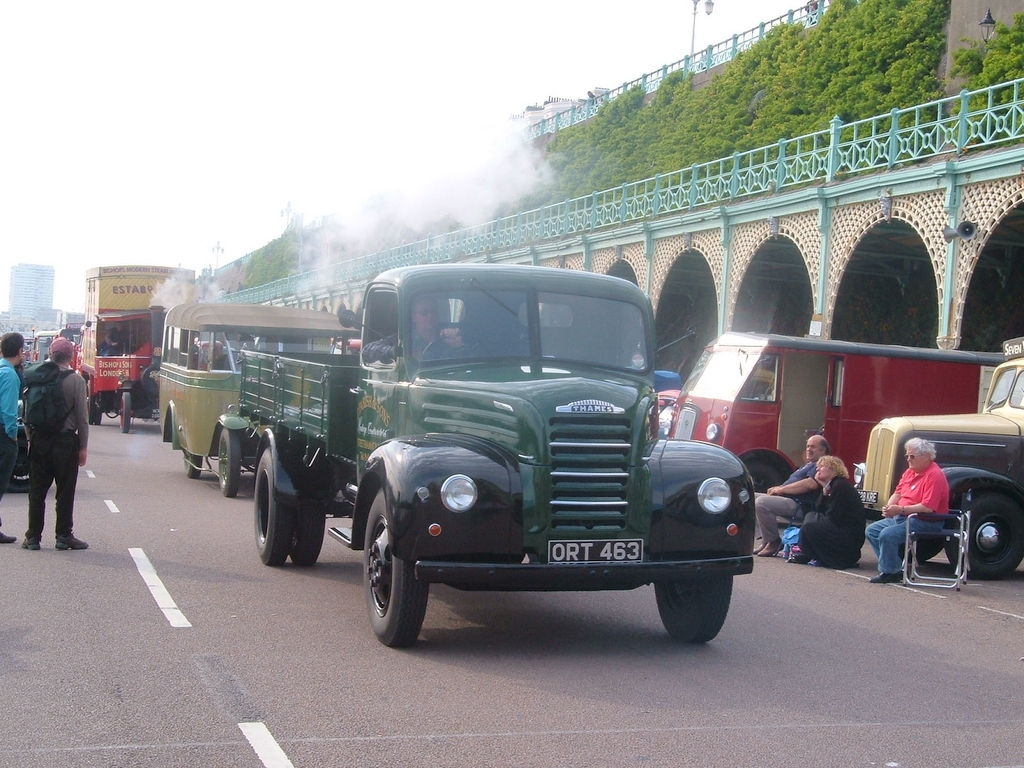
Fordson Thames ET на выставке Brighton Commercial Vehicle, 2004 год
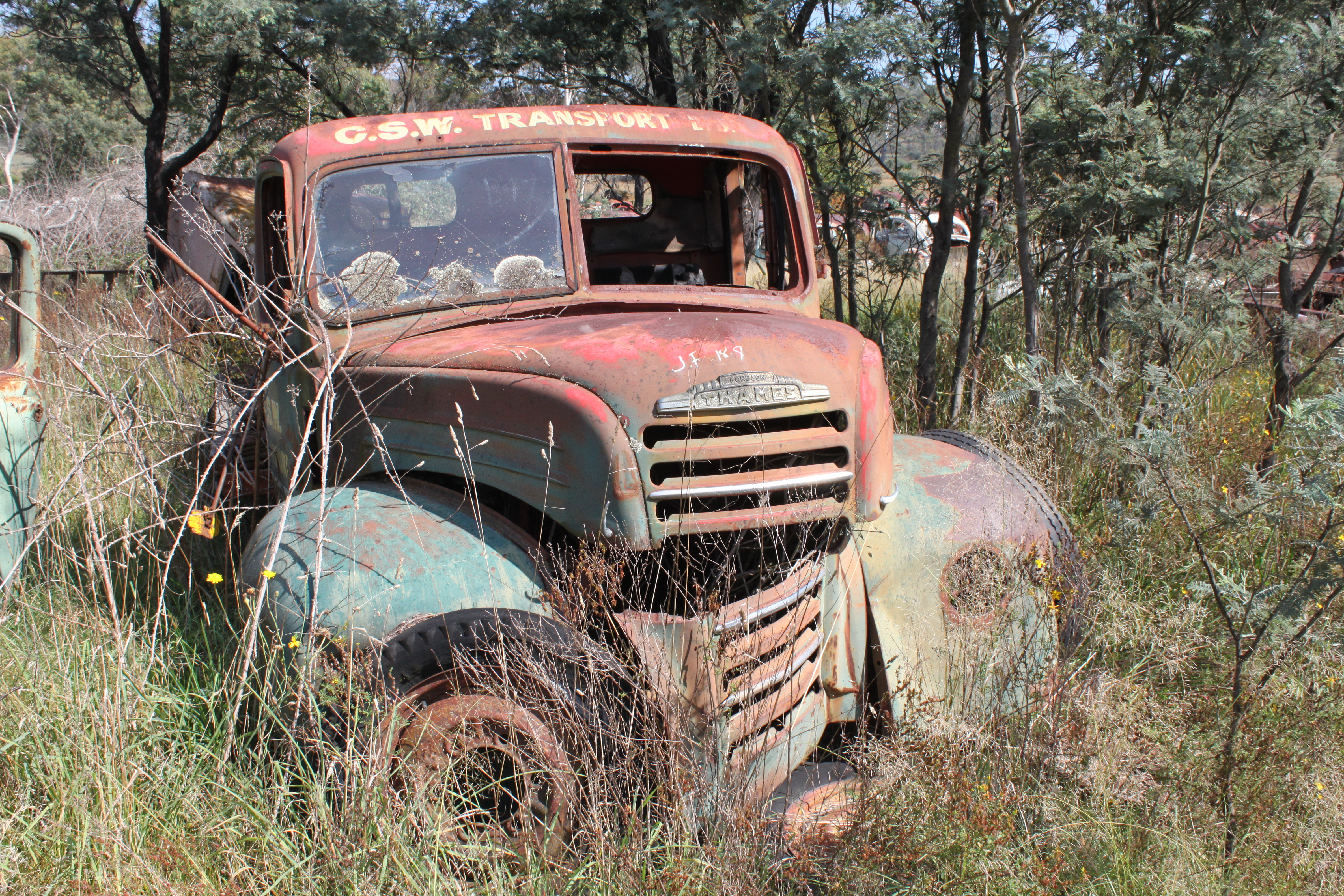
Утилизированный Fordson Thames ET
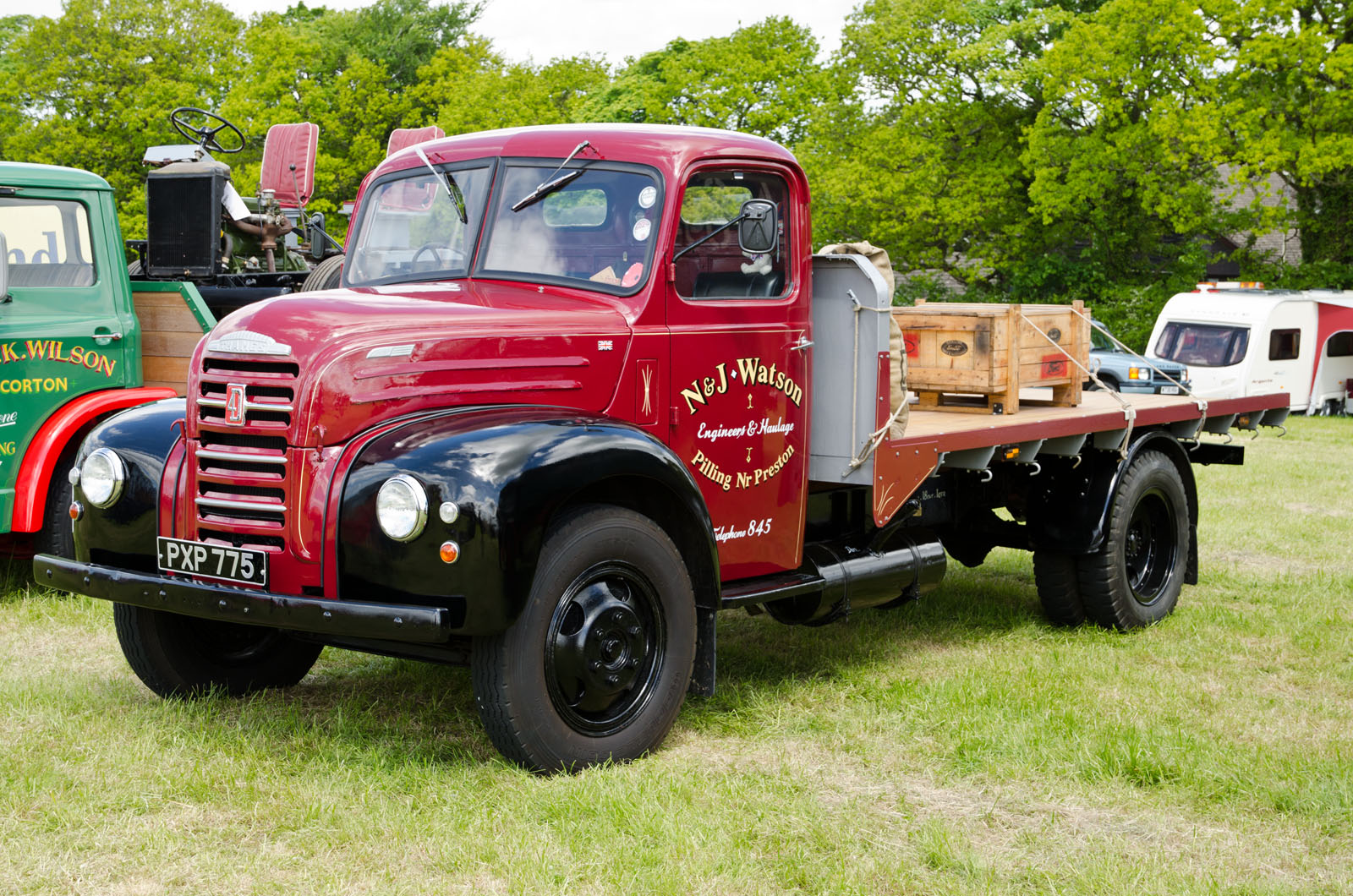
Fordson Thames ET6